# Monumento a Lucas Aguirre
El monumento a Lucas Aguirre es una escultura española dedicada al empresario y mecenas Lucas Aguirre, que se encuentra situada en la calle de O'Donell de Madrid, justo al lado del edificio de las Escuelas Aguirre, institución fundada por Aguirre al servicio de la educación popular. Hoy en día, este edificio es la sede de la Casa Árabe.

## Descripción
Es un monolito prismático que se asienta sobre un basamento de granito de doble grada. El pedestal, de piedra caliza blanca tiene a ambos lados sendos aletones cerrados con dentículos y en el centro la inscripción "A D. Lucas Aguirre. El Ayuntamiento de Madrid". Sobre él, el busto en  mármol del insigne benefactor con barba y mirando al frente.

## Historia
La obra fue realizada por el escultor Miguel de la Cruz Martín (Ujados, Guadalajara, 1872-Cuenca, 1937) por encargo del Ayuntamiento de Madrid en 1900 para las Escuelas Aguirre, donde el propio escultor daba clases de dibujo. De la Cruz fue un reconocido artista con menciones de honor en diferentes certámenes artísticos, con una obra en el Museo del Prado y socio de honor de la Asociación de Pintores y Escultores en el Salón de Otoño de 1924.